# Ciro Sebastianelli
Ciro Sebastianelli, pseudonimo di Gilberto Sebastianelli (Napoli, 11 settembre 1950 – Milano, 14 febbraio 2009), è stato un cantautore italiano.

## Biografia
Debuttò sulle scene musicali nel 1973 con il singolo Capelli di seta, col suo vero nome Gilberto Sebastianelli ma è due anni dopo con il singolo Vattenne, scritto con Ermanno Capelli e Oscar Avogadro, che ottiene un discreto successo. Nel 1977 uscì Laura, che fu la canzone più votata al Disconeve e diventò un successo popolare: infatti la vecchia casa discografica si affrettò a ripubblicare il singolo Capelli di seta accreditandolo a Ciro Sebastianelli.
Nel 1978 partecipò al Festival di Sanremo, arrivando a un punto di differenza dal podio, composto da Matia Bazar, Anna Oxa e Rino Gaetano, con Il buio e tu, primo brano in un misto di lingua italiana e napoletano, ripreso tutt'oggi da altri artisti. Lo stesso anno pubblica anche il suo primo album Il buio e....
L'anno successivo si ripresentò al Festival di Sanremo con Ciao Barbarella. Con il singolo Marta, Marta partecipò al Festivalbar 1980 riscuotendo un buon successo di pubblico. Con la canzone Tenerezza partecipò alla manifestazione canora Azzurro di Vittorio Salvetti.
Ha composto brani anche per altri cantanti, fra i quali Loredana Bertè ed il duo olandese Mouth & MacNeal (Ah l'amore, scritta con Ermanno Capelli, finalista al Festival di Sanremo 1974 ed ai primi posti nelle classifiche europee), ed ha pubblicato altri suoi brani fra i quali Rubami, composto con Cristiano Malgioglio, una rielaborazione in chiave moderna dello storico brano Signorinella, la canzone Ischia faje sunnà, con la quale ha partecipato ad un festival internazionale in Olanda, oltre ad aver pubblicato vari 45 giri ed LP.
Fra i brani da lui composti con Ermanno Capelli e da lui incisi si possono ricordare Tra sogno e realtà, Madre del vento, L'uomo bambino, Vorrei essere io, Lasciati andare, Ti vestivi di stelle.
Negli anni ottanta interpretò, quale protagonista, il film dossier Apocalisse di un terremoto (1982) di Sergio Pastore, una storia d'amore che documenta i danni del terremoto dell'Irpinia del 1980, che ha destato interesse anche all'estero, in particolare in Canada. In seguito è stato acquisito dalla Cineteca Vaticana.
Nel 1994, interpreta il brano Quel piccolo grande campione, scritto da Gianfranco Caliendo del Giardino dei Semplici e dedicato a Diego Armando Maradona.
Nel 2000 è uscita su CD la raccolta Ciro Sebastianelli.
Nel novembre 2007 la Warner Music per Ala Bianca ha pubblicato il CD Il mio amico Roberto Murolo, il cui brano di punta, E canto, accompagnato da videoclip, è interpretato in duetto con lo stesso Roberto Murolo.
Subito dopo, è uscito il DVD Ritratto inedito del mio amico Roberto Murolo (Ala Bianca): un filmato unico per l'eccezionalità delle immagini di Murolo, raccolte da Sebastianelli negli ultimi anni di vita del maestro (ma non solo), contenente, oltre il videoclip del brano E Canto, altre canzoni, dialoghi e testimonianze.
È morto il 14 febbraio 2009 all'ospedale San Raffaele di Milano, presso il quale era stato sottoposto a un intervento chirurgico per problemi cardiaci (patologia che lo aveva accompagnato da quando era giovane), lasciando la moglie e tre figli, Valentina, anche lei cantante, Laura e Alessandro.

## Discografia

### Album in studio
- 1978 – Il buio e...

### Raccolte
- 2000 – Ciro Sebastianelli

### Singoli
- 1973 – Capelli di seta/Amore per amore
- 1976 – Vattenne/Ti vestivi di stelle
- 1977 – Laura/Lasciati andare
- 1978 – Il buio e tu/Si' pazza
- 1979 – Ciao Barbarella/Via da lei
- 1979 – Capelli di seta
- 1980 – Marta, Marta/Cagnate 'sta faccia
- 1982 – Tenerezza/Dove vai Napoli
- 1983 – Rubami/1..2..3..
- 1994 – Quel piccolo grande campione